# Tamara Dronova
Tamara Balabolina (en rus Тамара Балаболина) (Moscou, 13 d'agost de 1993) és una ciclista russa professional des del 2021, actualment en l'equip Roland. Especialista en el ciclisme en pista, però també fa ciclisme de carretera.

## Palmarès en pista
- 2011
  -  Campiona d'Europa júnior en Velocitat per equips (amb Anastassia Vóinova)
- 2012
  -  Campiona d'Europa sub-23 en Òmnium
- 2013
  -  Campiona de Rússia en persecució per equips
- 2014
  -  Campiona d'Europa sub-23 en Scratch
  -  Campiona d'Europa sub-23 en Òmnium
  -  Campiona d'Europa sub-23 en Persecució per equips (amb Alexandra Goncharova, Aleksandra Txekina i Gulnaz Badykova)
- 2019
  -  Campiona de Rússia en persecució per equips
  -  Campiona de Rússia en americana
- 2020
  -  Campiona de Rússia en persecució

## Palmarès en carretera
- 2020
  - Gran Premi Central Anatolia
- 2021
  -  Campiona de Rússia en contrarellotge
  - Gran Premi Erciyes
- 2022
  -  Campiona de Rússia de ciclisme en ruta
  -  Campiona de Rússia en contrarellotge
- 2023
  -  Campiona de Rússia de ciclisme en ruta
  -  Campiona de Rússia en contrarellotge
  - Vencedora de dues etapes a la Volta a Andalusia
- 2024
  -  Campiona de Rússia de ciclisme en ruta
  -  Campiona de Rússia en contrarellotge
  - Vencedora de dues etapes a la Volta a El Salvador
- 2025
  - Vencedora d'una etapa a la Volta a El Salvador

### Resultats a les Grans Voltes

#### Giro d'Itàlia
- 2025: 70a posició

#### Tour de França
- 2022: 15a posició
- 2023: 21a posició
- 2024: Abandona a la 6a etapa
- 2025: 96a posició

#### Volta a Espanya
- 2023: 12a posició
- 2024: 35a posició